# Kazimierz Macioch

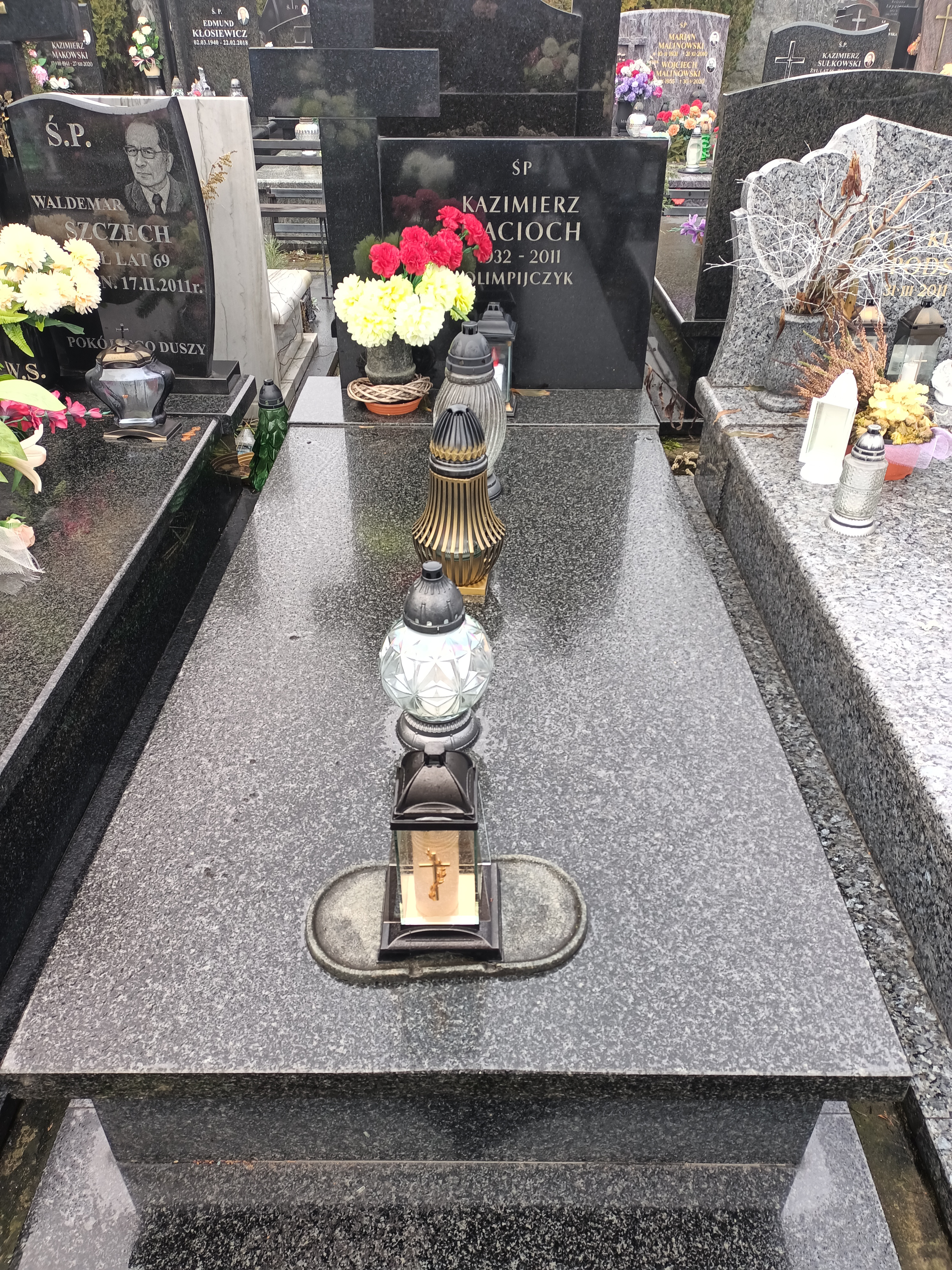
Grób Kazimierza Maciocha w na cmentarzu w Pyrach

Kazimierz Macioch (ur. 1 czerwca 1932 w Broku, zm. 25 marca 2011 w Warszawie) – polski zapaśnik w stylu klasycznym, trener oraz sędzia.
Był zawodnikiem Granicy Gliwice, Pogoni Ruda Śląska, a potem przez blisko pięćdziesiąt lat związany był z Gwardią Warszawa. Pięciokrotny mistrz Polski w latach 1962, 1963, 1965, 1967, 1968. Członek polskiej kadry na Letnich Igrzyskach Olimpijskich w Rzymie w 1960 i w Tokio 1964.
Był zastępcą Janusza Tracewskiego, trenera kadry narodowej między innymi podczas Letnich Igrzysk Olimpijskich w Montrealu w 1976, kiedy to Polacy zdobyli swój pierwszy złoty medal w zapasach w stylu klasycznym w historii.

## Odznaczenia
- Złoty Krzyż Zasługi (1984)
- Krzyż Kawalerski Orderu Odrodzenia Polski (1992)
- Krzyż Oficerski Orderu Odrodzenia Polski (2001)
- Odznaka „Zasłużony Działacz Kultury Fizycznej” (2001)
- Odznaka „Zasłużony Mistrz Sportu” (1971)